# 龙阳镇 (滕州市)
龙阳镇位于山东省滕州市，距城区北5公里，龙山之阳，龙河之滨，北依孔孟故里，南邻苏淮平原，西濒微山湖畔，总面积79平方千米，耕地面积5.4万亩，辖56个行政村，7.1万人。

## 简介
龙阳山水相间，风光优美，资源丰富，交通便利。境内的龙山主峰海拔415米，山体蜿蜒若游龙，绵延18公里，“龙岭晴云”为“古滕八景”之一。千龙碑林汇聚了迟浩田、杨斯德、李景上将及各界名人书法瑰宝。

## 行政区划
龙阳镇下辖以下地区：
龙阳村、闫庄村、大寨村、小寨村、刁沙土村、董沙土村、杜沙土村、张沙土村、李沙土村、尚河圈村、史村、从条村、张堂村、苗堂村、前司堂村、后司堂村、庄头村、曾楼村、河南张庄村、上司堂村、田侯庄村、耿庄村、龙山村、望龙庄村、糜庄村、冯营村、魏寺村、林村、龙山屯村、河北李庄村、双河村、小蒋庄村、大陈庄村、卧龙庄村、高岭村、新宁村、冯庄村、谷堆石村、张山口村、西南岭村、小河子村、焦庄村、顾庙村、北王庄村、柳沟村、朱二庄村、朱三庄村、徐岭村、黄岭村、何岭村、彭河村、东杨庄村、西朱仇村、跨河村和南王庄村。

## 交通
104国道、京台高速公路、京沪铁路和京沪高速铁路穿境而过。

## 农业
全年马铃薯、绿萝卜、葱、姜、蒜等特色蔬菜播种面积达到12.6万亩，被农业部命名为“中国马铃薯之乡”。“龙阳绿萝卜”为国家地理标志登记保护产品。

## 旅游
境内有水域面积1.5万亩的滕龙湖，水体清澈，波光潋滟。龙山由湖西北岸而起，向西南蜿蜒9公里，被誉为“天然氧吧”。龙河纵贯全镜，龙河大桥和橡胶坝可蓄水500米，形成自然的月亮湾风景区。

## 教育
小镇比较重视教育，最好的学校是龙阳镇中心中学。

## 小镇名人
- 张知寒	著名墨学研究专家，山东大学教授
- 戴广坤 中国人民解放军少将
- 冯贵州 青年小说家，著有长篇小说《夭折》、《部落风语》